# Dysaesthesia aethiopica

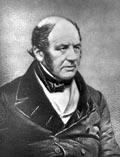
Samuel Cartwright, 1793-1863.

En el ámbito de la psiquiatría, se denominaba dysaesthesia aethiopica a una supuesta enfermedad mental descrita por el médico estadounidense Samuel A. Cartwright en 1851, quien propuso una teoría sobre la causa de la pereza entre los esclavos. En la actualidad, la dysaesthesia aethiopica es considerada un ejemplo de pseudociencia, y parte de lo que se denomina racismo científico. Sin embargo, casos de diagnóstico como éste, así como el de drapetomanía -deseo excesivo de los esclavos por escaparse de sus amos y obtener libertad-, han abierto las puertas a las fuertes críticas que la antipsiquiatría hace de los diagnósticos psicológicos y psiquiátricos en general, argumentando que en muchos casos declaran como desorden o problema mental de individuo lo que en verdad no se debe más que a una situación social particular en la que están inmersos (aquí, la esclavitud).

## Historia

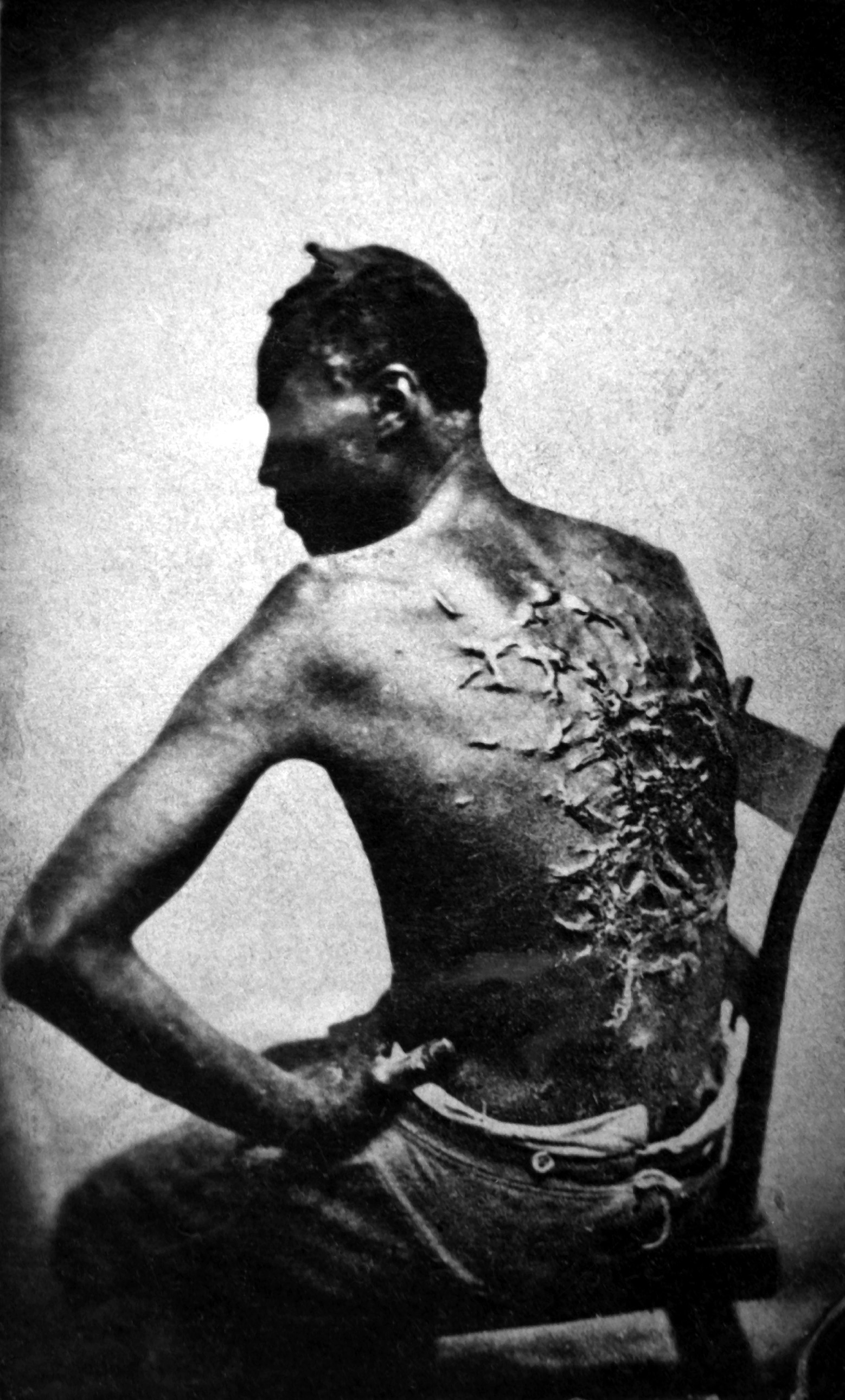
Lesiones en la espalda de un esclavo de Mississippi.

De ocurrencia solo entre los afroamericanos, la dysaesthesia aethiopica — "denominada 'insolencia' por los capataces" — se caracterizaba por cierta insensibilidad parcial de la piel y "una gran hebetitud de las facultades intelectuales, de forma tal que la persona parece medio dormida." Otros síntomas incluían "lesiones en el cuerpo observables por un médico, las cuales siempre se encuentran presentes y son suficientes para explicar los síntomas." Cartwright mencionaba que la existencia de la dysaesthesia aethiopica quedaba "claramente establecida por el testimonio directo y positivo", pero otros doctores no la habían detectado porque "no han puesto atención en los males que afectan a la raza negra."
Según Cartwright, la dysaesthesia aethiopica era "mucho más común entre los negros libres que vivían en grupos, que entre los esclavos de las plantaciones, y ataca solo a aquellos esclavos que viven como negros libres en cuanto a su dieta, bebidas, ejercicio, etc." — en efecto, según Cartwright, "casi todos los [negros libres] que son en mayor o menor medida afectados por la enfermedad, no poseen una persona blanca que los dirija y se ocupe de ellos."
Cartwright consideraba que la dysaesthesia aethiopica era "fácilmente curable, si se trata de acuerdo a principios sicológicos serios." La insensibilidad de la piel era uno de los síntomas de la enfermedad, por lo que se debía estimular la piel:

la mejor forma de estimular la piel es, primero hacer que el paciente se lave con agua tibia y jabón; luego untarlo todo con aceite, y hacer penetrar el aceite en la piel con golpes de una ancha cinta de cuero; luego poner al paciente a realizar algún tipo de trabajo pesado al sol.

La autora Vanessa Jackson observó que las lesiones eran un síntoma de la dysaesthesia aethiopica y que "el inventivo Dr. Cartwright determinó que los azotes podían... curar esta dolencia. Por supuesto, uno se pregunta si los azotes no eran la causa de las 'lesiones' que confirmaban el diagnóstico."
Según Cartwright, luego que se llevara a cabo el "tratamiento" prescrito el esclavo "verá de forma amable y agradecida al hombre blanco cuyo poder compulsivo... le ha permitido recuperar sus sentidos y disipar la niebla que obnubilaba su intelecto."